# Agrotis deprivata
Agrotis deprivata är en fjärilsart som beskrevs av Walker 1857. Agrotis deprivata ingår i släktet Agrotis och familjen nattflyn. Inga underarter finns listade i Catalogue of Life.